# Sân bay khu vực Jizan
Sân bay khu vực Jizan hay Sân bay vua Abdullah Bin Abdulaziz (IATA: JIZ, ICAO: OEJN) là một sân bay ở Jizan, Ả Rập Xê Út. Đây là một sân bay hỗn hợp quân sự và dân dụng. Sân bay này có một đường băng dài 3050 m bề mặt nhựa đường.

## Các hãng hàng không và các tuyến điểm
Hiện có các hãng hàng không sau đang hoạt động tại sân bay Jizan:
- Nas Air (Ả Rập Xê Út) (Riyadh)
- Saudi Arabian Airlines (Dammam, Jeddah, Medina, Nejran, Riyadh, Sharurah, Tabuk, Taif)